# Шиші
Шиші́ (рос. Шиши) — присілок у складі Білоярського міського округу Свердловської області.
Населення — 11 осіб (2010, 3 у 2002).
Національний склад станом на 2002 рік: росіяни — 100 %.